# Abierto Mexicano de Tenis 1997 - Qualificazioni singolare
Le qualificazioni del singolare dell'Abierto Mexicano de Tenis 1997 sono state un torneo di tennis preliminare per accedere alla fase finale della manifestazione. I vincitori dell'ultimo turno sono entrati di diritto nel tabellone principale. In caso di ritiro di uno o più giocatori aventi diritto a questi sono subentrati i lucky loser, ossia i giocatori che hanno perso nell'ultimo turno ma che avevano una classifica più alta rispetto agli altri partecipanti che avevano comunque perso nel turno finale.
Le qualificazioni del torneo prevedevano 32 partecipanti di cui 4 sono entrati nel tabellone principale.

## Teste di serie
1. Lucas Arnold Ker (Qualificato)
2. Gastón Etlis (Qualificato)
3. Martín Rodríguez (primo turno)
4. Frédéric Fontang (Qualificato)

1. Sebastián Prieto (primo turno)
2. André Sá (Qualificato)
3. Brian MacPhie (primo turno)
4. Salvador Navarro-Gutierrez (primo turno)

## Qualificati
1. Lucas Arnold Ker
2. Gastón Etlis

1. André Sá
2. Frédéric Fontang

## Tabellone

### Legenda
| - Q = Qualificato - WC = Wild card - LL = Lucky loser | - ALT = Alternate - SE = Special Exempt - PR = Protected Ranking | - w/o = Walkover - r = Ritirato - d = Squalificato |

### Sezione 1
|  | Primo turno | Primo turno                | Primo turno             | Primo turno | Primo turno |  |  | Secondo turno     | Secondo turno     | Secondo turno     | Secondo turno | Secondo turno |   |   | Ultimo turno | Ultimo turno     | Ultimo turno     | Ultimo turno | Ultimo turno |  |
|  |             |                            |                         |             |             |  |  |                   |                   |                   |               |               |   |   |              |                  |                  |              |              |  |
|  | 1           | Lucas Arnold Ker           | Lucas Arnold Ker        | 6           | 6           |  |  |                   |                   |                   |               |               |   |   |              |                  |                  |              |              |  |
|  |             | Mariano Sánchez            | Mariano Sánchez         | 1           | 3           |  |  | 1                 | Lucas Arnold Ker  | Lucas Arnold Ker  | 6             | 6             |   |   |              |                  |                  |              |              |  |
|  |             | Rodrigo Echagaray          | Rodrigo Echagaray       | 7           | 6           |  |  |                   | Rodrigo Echagaray | Rodrigo Echagaray | 0             | 2             |   |   |              |                  |                  |              |              |  |
|  |             | Rogelio Guerrero-Garcia    | Rogelio Guerrero-Garcia | 5           | 1           |  |  |                   |                   |                   |               |               |   |   | 1            | Lucas Arnold Ker | Lucas Arnold Ker | 6            | 6            |  |
|  |             | Laurence Tieleman          | Laurence Tieleman       | 6           | 6           |  |  |                   |                   |                   | Bobby Kokavec | Bobby Kokavec | 2 | 0 |              |                  |                  |              |              |  |
|  |             | Victor Romero              | Victor Romero           | 4           | 3           |  |  | Laurence Tieleman | Laurence Tieleman | 3                 | 6             | 4             |   |   |              |                  |                  |              |              |  |
|  |             | Bobby Kokavec              | 5                       | 6           | 7           |  |  | Bobby Kokavec     | Bobby Kokavec     | 6                 | 4             | 6             |   |   |              |                  |                  |              |              |  |
|  | 8           | Salvador Navarro-Gutierrez | 7                       | 4           | 5           |  |  |                   |                   |                   |               |               |   |   |              |                  |                  |              |              |  |

### Sezione 2
|  | Primo turno | Primo turno                | Primo turno                | Primo turno | Primo turno |  |  | Secondo turno | Secondo turno              | Secondo turno              | Secondo turno | Secondo turno |   |   | Ultimo turno | Ultimo turno | Ultimo turno | Ultimo turno | Ultimo turno |  |
|  |             |                            |                            |             |             |  |  |               |                            |                            |               |               |   |   |              |              |              |              |              |  |
|  | 2           | Gastón Etlis               | Gastón Etlis               | 6           | 7           |  |  |               |                            |                            |               |               |   |   |              |              |              |              |              |  |
|  |             | Eduardo Morones            | Eduardo Morones            | 3           | 5           |  |  | 2             | Gastón Etlis               | Gastón Etlis               | 6             | 6             |   |   |              |              |              |              |              |  |
|  |             | David Roditi               | David Roditi               | 6           | 6           |  |  |               | David Roditi               | David Roditi               | 2             | 3             |   |   |              |              |              |              |              |  |
|  |             | Antonio Sierra             | Antonio Sierra             | 2           | 3           |  |  |               |                            |                            |               |               |   |   | 2            | Gastón Etlis | Gastón Etlis | 6            | 6            |  |
|  |             | Ricardo Langre Castellanos | Ricardo Langre Castellanos | 6           | 6           |  |  |               |                            |                            | Tamer El Sawy | Tamer El Sawy | 4 | 4 |              |              |              |              |              |  |
|  |             | Enrique Cagide-Roa         | Enrique Cagide-Roa         | 3           | 1           |  |  |               | Ricardo Langre Castellanos | Ricardo Langre Castellanos | 1             | 1             |   |   |              |              |              |              |              |  |
|  |             | Tamer El Sawy              | Tamer El Sawy              | 6           | 7           |  |  |               | Tamer El Sawy              | Tamer El Sawy              | 6             | 6             |   |   |              |              |              |              |              |  |
|  | 7           | Brian MacPhie              | Brian MacPhie              | 3           | 6           |  |  |               |                            |                            |               |               |   |   |              |              |              |              |              |  |

### Sezione 3
|  | Primo turno | Primo turno         | Primo turno         | Primo turno | Primo turno |  |  | Secondo turno | Secondo turno     | Secondo turno     | Secondo turno | Secondo turno |   |   | Ultimo turno | Ultimo turno  | Ultimo turno  | Ultimo turno | Ultimo turno |  |
|  |             |                     |                     |             |             |  |  |               |                   |                   |               |               |   |   |              |               |               |              |              |  |
|  |             | Mariano Hood        | Mariano Hood        | 6           | 6           |  |  |               |                   |                   |               |               |   |   |              |               |               |              |              |  |
|  | 3           | Martín Rodríguez    | Martín Rodríguez    | 2           | 1           |  |  |               | Mariano Hood      | 4                 | 6             | 3             |   |   |              |               |               |              |              |  |
|  |             | Fredrik Bergh       | Fredrik Bergh       | 6           | 6           |  |  |               | Fredrik Bergh     | 6                 | 0             | 6             |   |   |              |               |               |              |              |  |
|  |             | Óscar Ortiz         | Óscar Ortiz         | 4           | 4           |  |  |               |                   |                   |               |               |   |   |              | Fredrik Bergh | Fredrik Bergh | 3            | 4            |  |
|  |             | Martijn Belgraver   | 5                   | 7           | 7           |  |  |               |                   | 6                 | André Sá      | André Sá      | 6 | 6 |              |               |               |              |              |  |
|  |             | Daniel Langre       | 7                   | 6           | 6           |  |  |               | Martijn Belgraver | Martijn Belgraver | 1             | 4             |   |   |              |               |               |              |              |  |
|  | 6           | André Sá            | André Sá            | 7           | 6           |  |  | 6             | André Sá          | André Sá          | 6             | 6             |   |   |              |               |               |              |              |  |
|  |             | Ruben Fernandez-Gil | Ruben Fernandez-Gil | 5           | 1           |  |  |               |                   |                   |               |               |   |   |              |               |               |              |              |  |

### Sezione 4
|  | Primo turno | Primo turno        | Primo turno        | Primo turno | Primo turno |  |  | Secondo turno | Secondo turno      | Secondo turno    | Secondo turno | Secondo turno |   |   | Ultimo turno | Ultimo turno     | Ultimo turno     | Ultimo turno | Ultimo turno |  |
|  |             |                    |                    |             |             |  |  |               |                    |                  |               |               |   |   |              |                  |                  |              |              |  |
|  | 4           | Frédéric Fontang   | 4                  | 6           | 6           |  |  |               |                    |                  |               |               |   |   |              |                  |                  |              |              |  |
|  |             | Nelson Aerts       | 6                  | 2           | 4           |  |  | 4             | Frédéric Fontang   | Frédéric Fontang | 6             | 7             |   |   |              |                  |                  |              |              |  |
|  |             | Miles Maclagan     | Miles Maclagan     | 6           | 7           |  |  |               | Miles Maclagan     | Miles Maclagan   | 3             | 6             |   |   |              |                  |                  |              |              |  |
|  |             | Tomáš Anzari       | Tomáš Anzari       | 2           | 6           |  |  |               |                    |                  |               |               |   |   | 4            | Frédéric Fontang | Frédéric Fontang | 6            | 6            |  |
|  |             | Hendrik Jan Davids | Hendrik Jan Davids | 7           | 6           |  |  |               |                    |                  | Maurice Ruah  | Maurice Ruah  | 1 | 3 |              |                  |                  |              |              |  |
|  |             | T. J. Middleton    | T. J. Middleton    | 6           | 3           |  |  |               | Hendrik Jan Davids | 6                | 4             | 5             |   |   |              |                  |                  |              |              |  |
|  |             | Maurice Ruah       | 3                  | 6           | 7           |  |  |               | Maurice Ruah       | 3                | 6             | 7             |   |   |              |                  |                  |              |              |  |
|  | 5           | Sebastián Prieto   | 6                  | 4           | 5           |  |  |               |                    |                  |               |               |   |   |              |                  |                  |              |              |  |